# Niki de Saint Phalle
Catherine de Saint-Phalle, dite Niki de Saint Phalle, est une plasticienne, artiste peintre, graveuse, sculptrice et réalisatrice de films franco-américaine naturalisée suisse, née à Neuilly-sur-Seine (département de la Seine) le 29 octobre 1930 et morte à La Jolla (comté de San Diego, Californie) le 21 mai 2002.
Niki de Saint Phalle a d'abord été mannequin, puis mère de famille avant d'aborder l'art en autodidacte. Elle n'a suivi aucun enseignement artistique académique, mais s'est nourrie d'abondants échanges artistiques avec ses aînés et contemporains. S'inspirant de plusieurs courants, art brut, art outsider, elle a commencé à peindre en 1952. En 1961, elle est membre du groupe des Nouveaux Réalistes, tout comme Gérard Deschamps, César, Mimmo Rotella, Christo et Yves Klein. D'abord épouse de Harry Mathews, avec qui elle a deux enfants, elle se marie en secondes noces avec l'artiste suisse Jean Tinguely en 1971. Avec lui, elle va réaliser un grand nombre de sculptures-architectures, soit sur commande, soit pour le simple plaisir. Ensemble, ils ont réalisé en France la fontaine Stravinsky sur commande d'État à Niki de Saint Phalle, et Le Cyclop, création de Jean, sans permis de construire.
Outre les Tirs, performances qui l'ont rendue internationalement célèbre dès les années 1960, Niki de Saint Phalle a créé un très grand nombre de sculptures monumentales dans des parcs de sculptures. Certaines ont été réalisées de sa propre initiative et avec ses deniers personnels comme celle du jardin des Tarots en Toscane, ou du Queen Califia's Magical Circle, dans le parc de Kit Carson à Escondido, dans la ville de Escondido, (Californie).
D'autres ont été commandées par des États ou des collectivités locales. À Jérusalem, la municipalité lui commande en 1971 un monstre pour enfants, Le Golem, inauguré en 1972 dans le parc Rabinovitch, qui porte désormais le nom familier de The Monster Park. En 1994, la Jerusalem Foundation lui passe une deuxième commande pour le Zoo biblique. Niki de Saint Phalle produit un ensemble de sculptures d'animaux intitulé L'Arche de Noé qu'elle termine en 1998. En 1987, François Mitterrand lui commande, conjointement avec Jean Tinguely, la fontaine de Château-Chinon.
L'artiste a très vite attiré l'attention des médias sur elle et du même coup sur le couple qu'elle forme avec son compagnon devenu ensuite son époux, Jean Tinguely. Les historiens de l'art, comme Camille Morineau, Pontus Hultén ou Amelia Jones, ont bien retenu d'elle ses œuvres fortes, démesurées, et ses prises de risques. Niki de Saint Phalle laisse derrière elle une œuvre immense dont elle a fait de généreuses donations en particulier au Sprengel Museum Hannover et au musée d'Art moderne et d'Art contemporain de Nice.
Elle a défendu la postérité de son compagnon en œuvrant pour l'ouverture du musée Tinguely à Bâle.

## Biographie

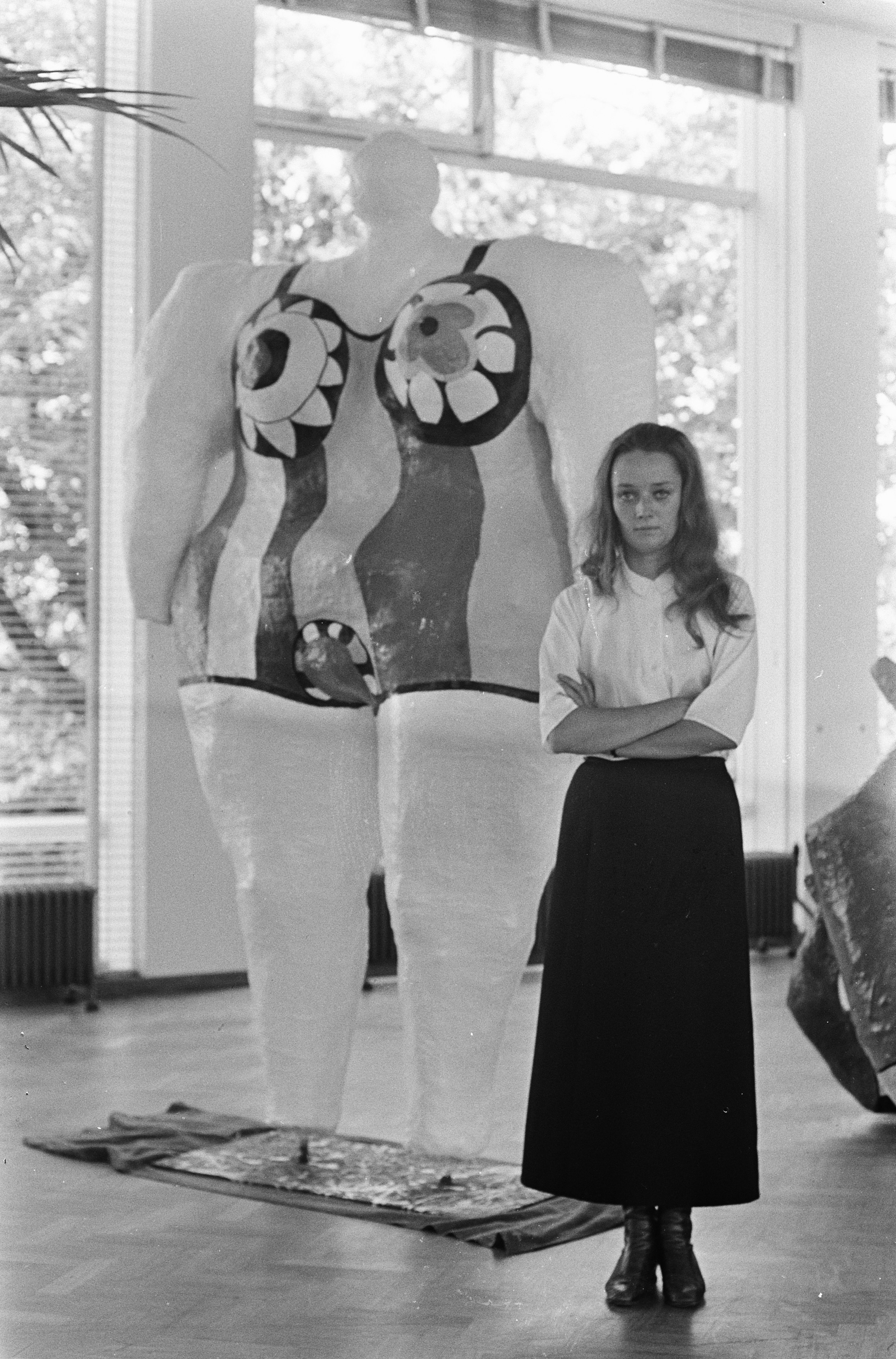
Niki de Saint Phalle, le 23 août 1967, lors de l'installation de sa première exposition muséale, intitulée Les Nanas au pouvoir, au Stedelijk Museum Amsterdam.

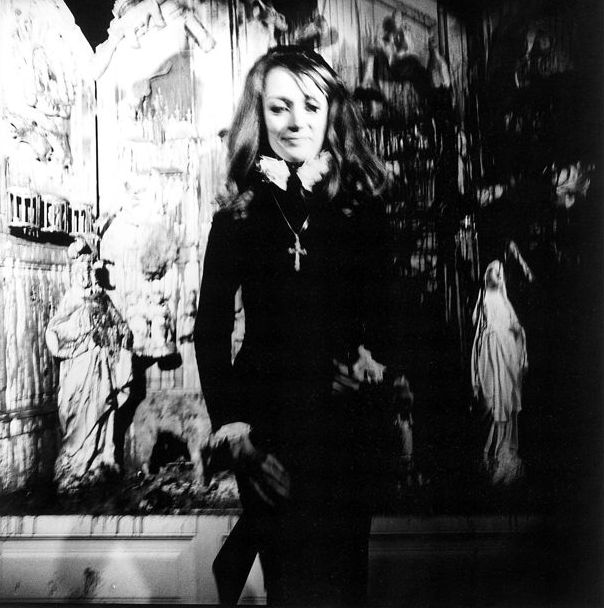
Portrait de Niki de Saint Phalle (1970), photographie de Lothar Wolleh.

Née d'une mère américaine, Jeanne Jacqueline Harper, et d'un père français, André-Marie de Saint-Phalle (1906-1967), un temps directeur de Saint-Phalle & Co., lui-même fils du militaire Pierre de Saint-Phalle (1859-1937) et de Catherine Virginie Frédérique de Chabannes La Palice (1865-1942), Catherine Marie-Agnès de Saint-Phalle est la deuxième enfant d'une famille de cinq (John, Catherine Marie-Agnès, Claire, Elizabeth, Richard). Confiée pendant trois ans à ses grands-parents qui vivent à la campagne, dans la Nièvre, près de Saint-Benin-d'Azy, elle grandit ensuite à New York et se marie à l'âge de 18 ans avec le poète Harry Mathews, un ami d'enfance qui fait alors son service militaire. C'est d'abord un mariage civil, puis sur l'instance des parents de Niki de Saint Phalle, les jeunes gens procèdent à un mariage religieux à l'église française de New York.
Pendant longtemps, elle cache un lourd secret, le viol par son père à l'âge de onze ans, qu'elle révèlera en 1994, à 64 ans, dans son livre Mon secret,.
Elle travaille d'abord comme mannequin, pour Vogue, Life et Elle, encouragée par le peintre Hugh Weiss, posant aussi pour des campagnes publicitaires, par exemple pour le constructeur automobile Simca, où elle est photographiée par Robert Doisneau en août 1952. 
En 1953, « victime d'une grave dépression nerveuse », elle est soignée en hôpital psychiatrique. Les électrochocs qu'elle y reçoit altèrent sa mémoire.

« J'ai commencé à peindre chez les fous… J'y ai découvert l'univers sombre de la folie et sa guérison, j'y ai appris à traduire en peinture mes sentiments, les peurs, la violence, l'espoir et la joie. »

C’est là que commence sa carrière, à l'image des artistes de la Collection de l'art brut de Jean Dubuffet. L'exposition parisienne de 2014 au Grand Palais « révèle la proximité de Niki de Saint Phalle avec Jean Dubuffet (1901-1985), le théoricien de l’art brut ».
Vers 1955, elle voyage en Espagne avec son mari et découvre les jardins de Gaudí. À Paris, où elle trouve son inspiration au musée d'Art moderne, elle rencontre Jean Tinguely qu'elle épousera en 1971, après avoir divorcé de Harry.
Les Tirs, performances durant lesquelles l'artiste tire à la carabine sur des poches de peinture, éclaboussant de couleurs des tableaux-assemblages, la rendent célèbre au niveau international dès 1961. Elle les dédie souvent à d'autres artistes qui participent eux-mêmes aux tirs : Tir de Jasper Johns, Hommage à Bob Rauschenberg (Shot by Rauschenberg). Ces hommages amènent à une étonnante performance collective à l'ambassade des États-Unis à Paris le 20 juin 1960, au cours de laquelle Robert Rauschenberg se lance dans un de ses Combine painting, pendant que David Tudor joue du piano en tournant le dos au public, que Tinguely présente une machine à strip-tease, et que Niki de Saint Phalle organise un tableau-cible auquel Jasper Johns ajoute des fleurs.
À cette époque, Niki de Saint Phalle intègre le cercle des Nouveaux Réalistes, participant à l'exposition organisée par Pierre Restany « À 40 degrés au-dessus de Dada » à la galerie J, dirigée par la femme de Restany, Jeannine de Goldschmidt. De juillet à septembre 1961, elle est au « Festival des Nouveaux Réalistes » à la galerie Muratore de Nice, organisé encore par Restany. Puis elle participe à l'exposition « Le Nouveau Réalisme à Paris et à New York » organisée à Paris, toujours par Restany à la galerie Rive droite. Elle crée des ex-voto, puis des Nanas, femmes plantureuses et colorées en grillage, papier mâché et polyester.
Ses œuvres plus tardives sont la Fontaine Stravinsky à Paris entre l'église Saint-Merri et le centre Pompidou, le Jardin des Tarots à Capalbio en Toscane, ou les Tableaux éclatés, dont elle a baptisé les trois premiers exemplaires Méta-Tinguely en hommage à son compagnon. Des Tableaux éclatés se trouvent à l'espace Niki de Saint Phalle-Jean Tinguely du musée d'Art et d'Histoire de Fribourg. Sa dernière œuvre monumentale est un parc de sculptures en Californie : Queen Califia's Magical Circle.

Selon sa petite-fille, Bloum Cardenas, Niki de Saint Phalle et Jean ont toujours parlé ensemble de leur mort respective et de ce que deviendrait leur œuvre : 

« Ils reformulaient sans cesse leurs testaments, ainsi que les détails des devoirs dont serait chargé celui qui survivrait à l'autre. Malgré la santé fragile de Niki, Jean aimait à dire : “Elle nous enterrera tous”, ajoutant que sa propre œuvre disparaîtrait avec lui. Cette boutade, et le fait qu'il ait disparu avant elle, Niki l'a pris comme un défi : elle s'est battue contre tous pour que le musée Tinguely existe. »

En 1992, elle réalise L'Arbre aux serpents, exposé dans la cour du musée des Beaux-Arts d'Angers. En 1994, pour des raisons de santé, elle s'établit à La Jolla, en Californie, elle y installe son atelier où elle crée de nombreuses sculptures et de moins en moins de peintures. Elle y reste jusqu'à sa mort. L'artiste, dont les poumons ont été rongés par les poussières de polyester qu'elle découpait pour ses sculptures, souffre d'insuffisance respiratoire depuis la fin des années 1970, et de polyarthrite rhumatoïde depuis le début des années 1980.
Elle meurt le 21 mai 2002 à l'hôpital de San Diego des suites de son insuffisance respiratoire chronique.

### Engagements
Niki de Saint Phalle a soutenu plusieurs causes : celle des Noirs américains, celle de la libération des femmes du patriarcat, celle des malades atteints du sida. Elle s'est engagée dans l'association AIDES et a réalisé avec son fils un film sur le sujet.

## Œuvres principales

### Les Tirs
La première séance de Tirs a lieu le 12 février 1961 au 11, impasse Ronsin à Paris. Les Tirs sont des tableaux « préparés », fixés sur une planche, composés de morceaux de plâtre, de tiges contenant des œufs et des tomates, des berlingots de shampoing et des flacons d'encre. Niki de Saint Phalle est une tireuse d'élite, elle a appris à tirer avec son grand-père. Peu après, une deuxième séance de tir a lieu le 26 février. Ce jour-là, sont présents : le poète américain John Ashbery, Gérard Deschamps, Raymond Hains, l'artiste américaine Shirley Goldfarb, Sabine Weiss, Hugh Weiss, le sculpteur américain James Metcalf (en), Eva Aeppli.
Le 23 avril 1961, à la suite d'une émission de l'ORTF, En français dans le texte, qui présente les performances, Niki de Saint Phalle et ses tirs deviennent un phénomène national. C'est par ce film que le public français apprend que Niki de Saint Phalle a déjà une réputation internationale et qu'une séance de tirs a déjà eu lieu au Moderna Museet de Stockholm. En fait, grâce à Pontus Hultén, des tirs ont déjà été exposés au Stedelijk Museum et le 12 mars 1961, des œuvres ont été accrochées à un arbre en présence de William Seitz qui défend l'art moderne au Museum of Modern Art de New York. D'autres Tirs sont largement diffusés, notamment celui où Jean Tinguely effectue un tir dans une cour de Stockholm pour la télévision suédoise.
Les Tirs sont la représentation d'une violence matérialisée, un moyen d'extérioriser les démons intérieurs de Niki de Saint Phalle. Inévitablement liés à la mort, les Tirs paradoxalement, redonnent vie à la Vanitas traditionnelle. « Ce qui est pris en compte dans la série de Niki, c'est la représentation du temps (la performance, l'impact, l'affect) et cela va bien au-delà des belles atmosphères des Cathédrales de Monet ou même du magistral essai de Gilles Deleuze Différence et répétition qui paraît à cette époque-là. »
Dès cette période, selon Catherine Gonnard Niki de Saint Phalle est « une figure de proue de l'avant-garde à la télévision. » Il est vrai que son personnage « passe » à l'écran. Pierre Restany « se sert de son rapport exceptionnel à l'image pour faire connaître la nouvelle avant-garde […] notamment lors de la projection en salle d'un document intitulé « Un certain art… » qui présente Jean Tinguely, James Metcalf et Niki de Saint Phalle ». L'artiste connaît bien le media télévisuel et elle va l'utiliser, « même si elle n'a pas la parole dans les interviews et si le choix des montages et des commentaires invitent à ne pas la prendre au sérieux […], même si elle n'est pas dupe de ce jeu ambigu » tout comme tous les Nouveaux Réalistes de Restany qui vont s'annoncer eux aussi comme l'avant-garde sur un petit écran en noir et blanc. Le premier Tir de l'impasse Ronsin a été effectué devant les caméras de United Press International. Le mardi suivant, le magazine Télé 7 jours annonce : « Ultra borborygmes, sculpture détonante, peinture au 6.35, la tv vous présente l'avant-garde ».
Niki de Saint Phalle sait jouer de son élégance et de sa beauté, tantôt avec des blouses tachées et déchirées, tantôt en pull et pantalon, tantôt en combinaison blanche et bottes ou en « petit soldat de l'armée napoléonienne » en noir avec de la dentelle aux manches et au col. Cette élégance et cette beauté frappent le téléspectateur lors de l'entrevue diffusée le 3 février 1965 par l'ORTF à 21 h 20 dans l'émission Pour le plaisir. Les discours misogynes ouverts ou sous-entendus s'empressent d'enfermer l'artiste dans ce que l'on qualifierait aujourd'hui de people, et dès les années 1970, les critiques d'art cessent d'accorder toute autonomie à Niki de Saint Phalle pour ne présenter son travail qu'aux côtés de Jean Tinguely, en couple, laissant entendre que c'est surtout Tinguely l'artiste du couple. Cela explique la confusion sur l'importance de l'art de Niki de Saint Phalle, à laquelle a contribué, entre autres, son très long entretien avec l'historien d'art Maurice Rheims en 1965, parce qu'il est paru dans Vogue et non dans un journal d'art. Cette confusion a été persistante jusqu'aux rétrospectives des années 2000. Quentin Bajac souligne en 2009 qu’« aujourd’hui dans leur symbolique guerrière, les Tirs de Niki de Saint Phalle apparaissent comme l’acte fondateur d’une certaine incarnation de la femme artiste, engagée et militante. »

### LesNanas
Par la suite, Niki de Saint Phalle explore les représentations artistiques de la femme en réalisant des poupées de taille impressionnante, les Nanas, dont une version des plus connues se trouve au musée Tinguely de Bâle : Gwendoline inspirée par la grossesse d'une de ses amies, l'actrice Clarice Rivers. Une autre version inspirée par la grossesse en général est Elisabeth, 1965, 230 × 90 × 146 cm ; elle est conservée au musée d'Art moderne et contemporain de Strasbourg. Une série de Nanas est en exposition permanente à l'endroit où s'installe le marché aux puces de Hanovre (Allemagne). La taille de ces Nanas a une signification, Il s'agit pour Niki de Saint Phalle de se détacher du monde du marché de l'art et de ses diktats imposés notamment par les galeristes. C'est alors la volonté de prendre une fois encore ses distances avec le milieu aisé d'où elle vient et qui n'a pas su la protéger dans sa jeunesse.
Les Nanas sont non seulement géantes, chahuteuses, dansantes, jambes en l'air — Nana noire upside down (deux jambes en l'air), 135 × 105 × 108 cm , musée d'Art moderne et d'Art contemporain de Nice ; Nana jambe en l'air (une seule jambe en l'air), 190 × 135 × 90 cm, collection particulière —, mais encore elles se produisent en scène dans un ballet de Roland Petit. Intitulé Éloge de la folie, monté au théâtre des Champs-Élysées à Paris où il fait un triomphe en mars 1966, le ballet met en scène les Nanas sur tiges, ou tenues à bout de bras par des danseurs. Les décors sont de Niki de Saint Phalle, Jean Tinguely et Martial Raysse, la musique est de Marius Constant, le texte de Jean Cau. Niki de Saint Phalle y dénonce la guerre avec des figures de tyrannosaures, la drogue symbolisée par un danseur-pantin sur fond de panneau aux couleurs vives. L'intervention des Nanas symbolise aussi la suprématie de la femme. Le public et la presse font un accueil triomphal au spectacle. On peut voir aussi dans ces Nanas une revendication qui va au-delà des femmes. Ces Nanas noires lui permettent de soulever la difficulté des personnes de couleur de s'imposer dans un monde de blancs tout comme la difficulté pour les femmes de trouver leur place dans un monde d'hommes.

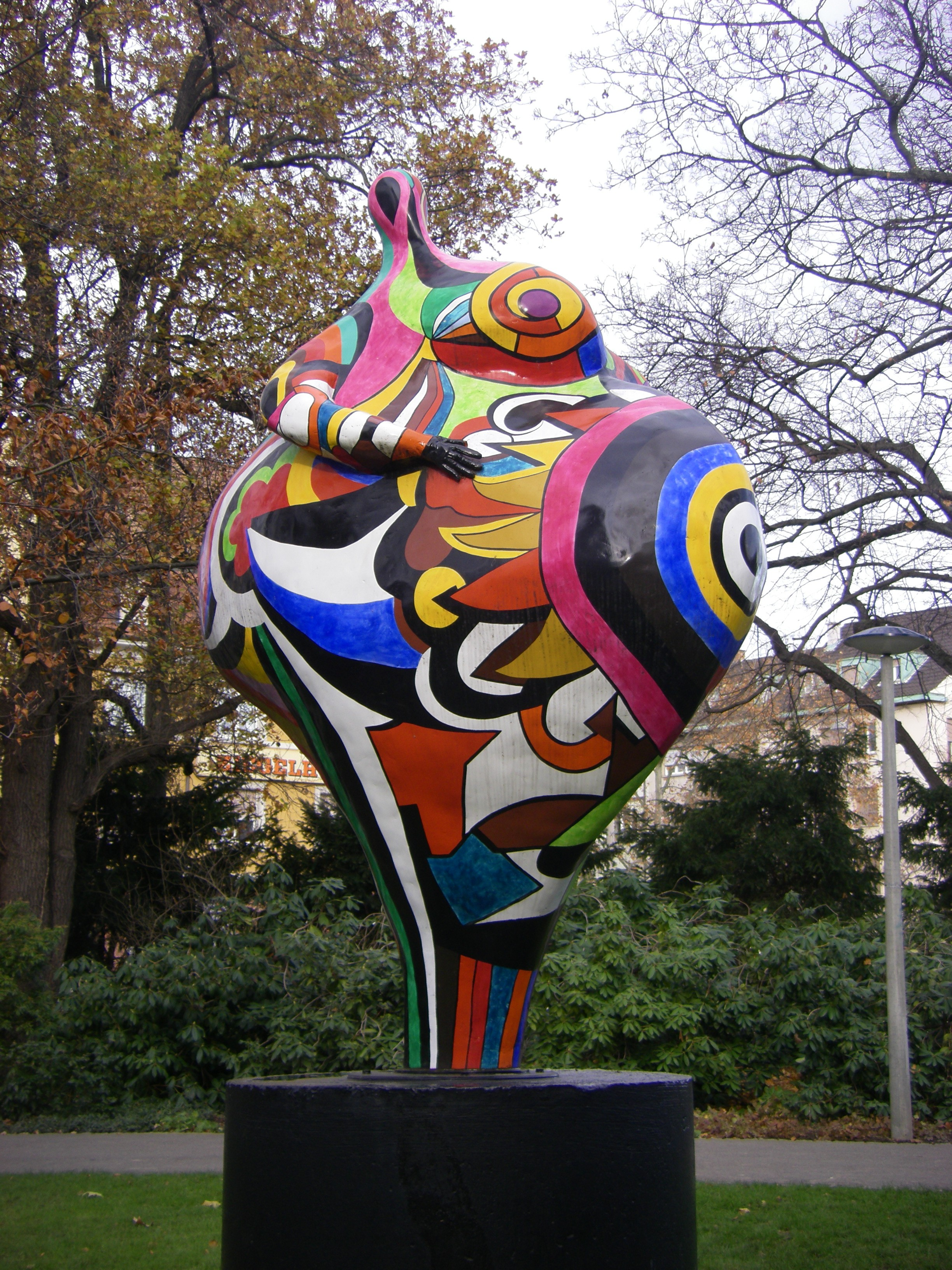
Gwendolyn, Bâle, Musée Tinguely (Suisse).
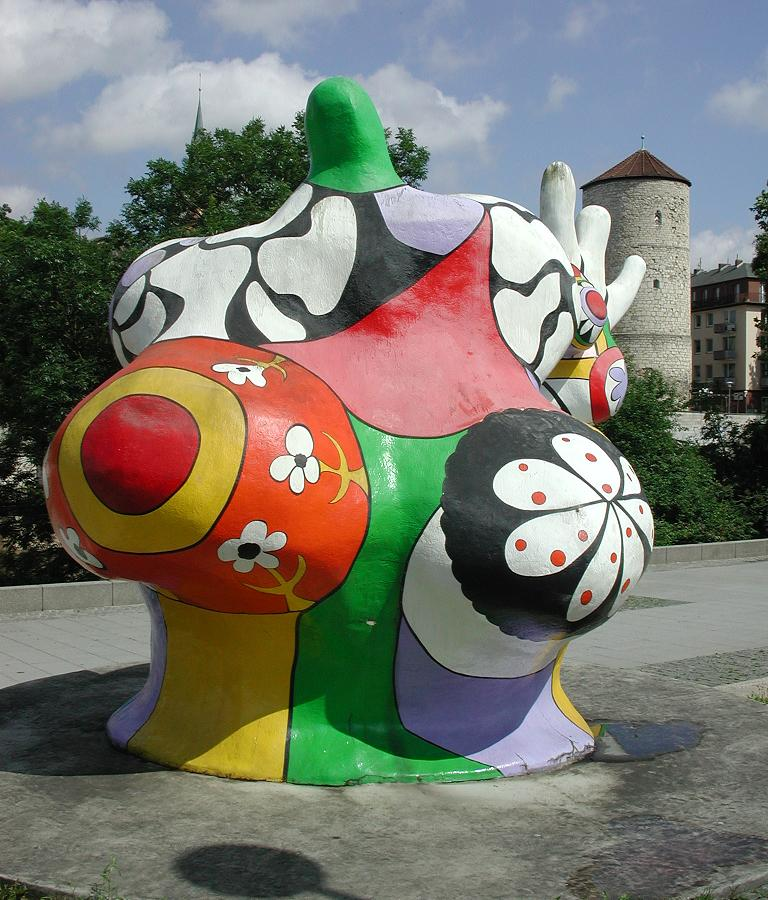
Nana, Hanovre (Allemagne).
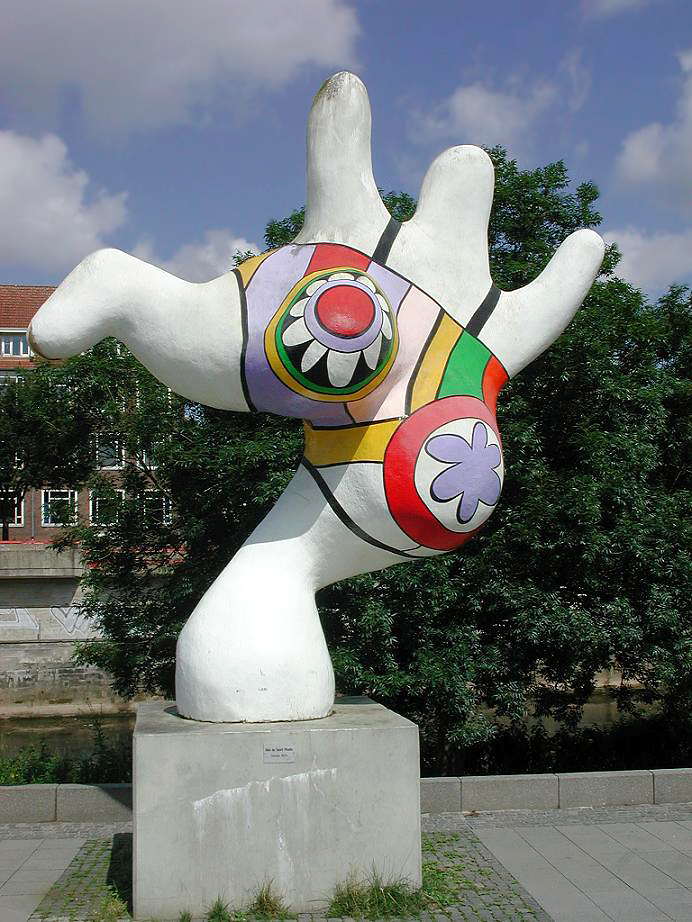
Nana, Hanovre (Allemagne).
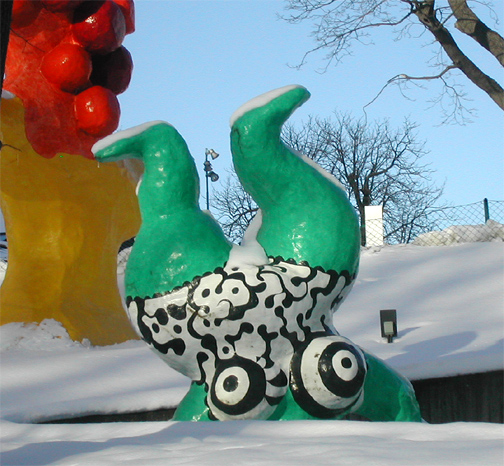
Nana, Stockholm, Moderna Museet (Suède).

### Le Golem
Ce monstre à trois langues qui sert de toboggan est situé dans Rabinovitch Park à Jérusalem-Ouest. La population désigne désormais le parc sous le nom familier de The Monster Park. Commandé en 1971 par la municipalité de Jérusalem en Israël, il a été inauguré en 1972.
Une photographie de 1974 montre Niki de Saint Phalle assise à côté de la maquette du Golem : elle porte un chapeau-bibi à voilette, un pull noir à col roulé, une chaîne dorée avec une grosse croix, et un jeans. Une deuxième photographie prise en 1972 par Leonardo Bezzola présente le All Stars Swiss Team comprenant Jean Tinguely, Rico Weber et Paul Wiedmer (de), ainsi que Niki de Saint Phalle, devant la carcasse du Golem en construction, structure semblable à un début de tour Eiffel.
Cette sculpture a suscité bien des hésitations au début, lorsque les parents la trouvaient effrayante, ainsi que le rapporte Jessica Steinberg, du Jérusalem Times. Mais le maire de l'époque, Teddy Kollek, a tenu bon face aux opposants, puis les enfants se la sont appropriée et il existe actuellement un comité de soutien à la fois pour sa réhabilitation et pour la conservation du parc qui l'abrite.

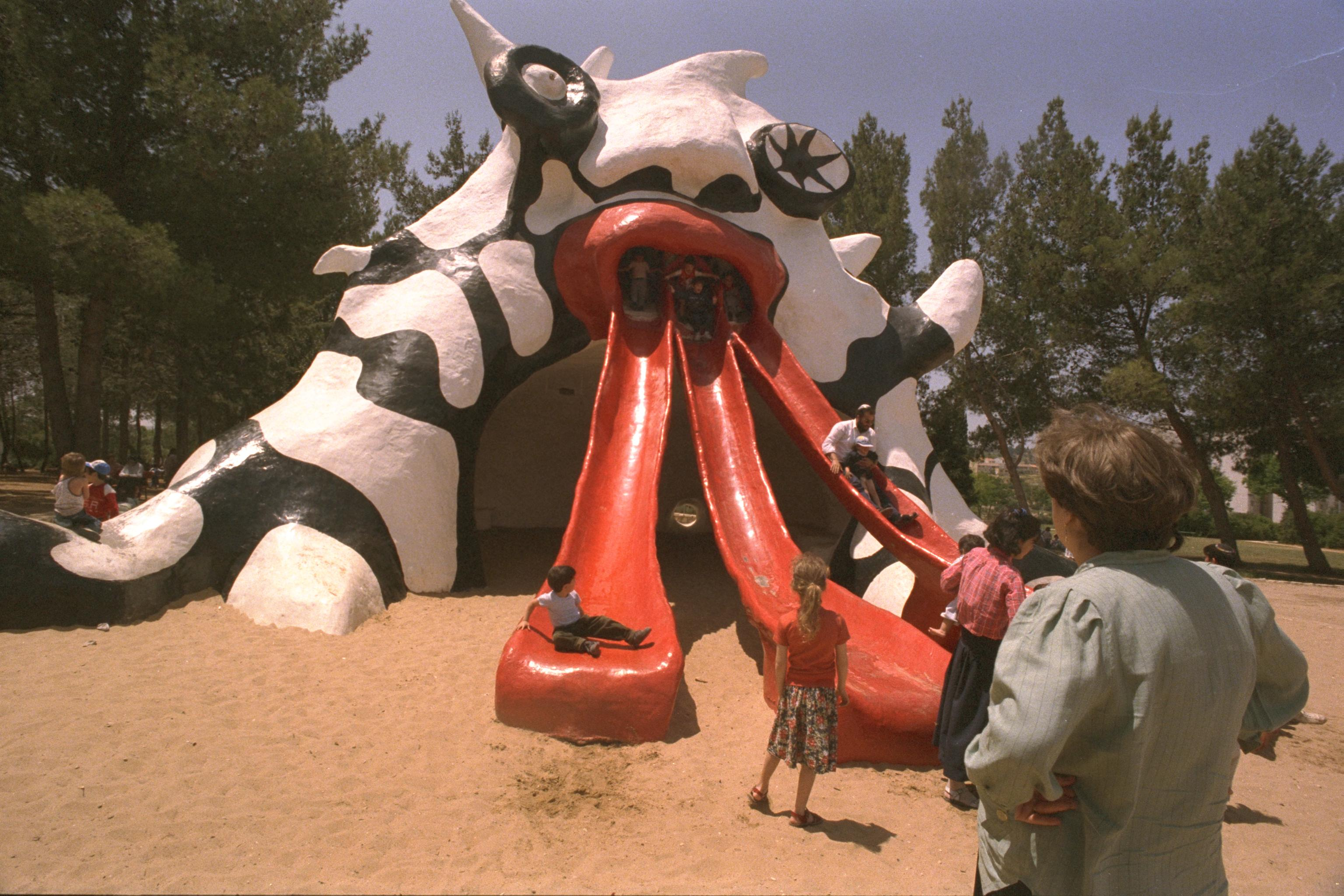
Le Golem en 1990.
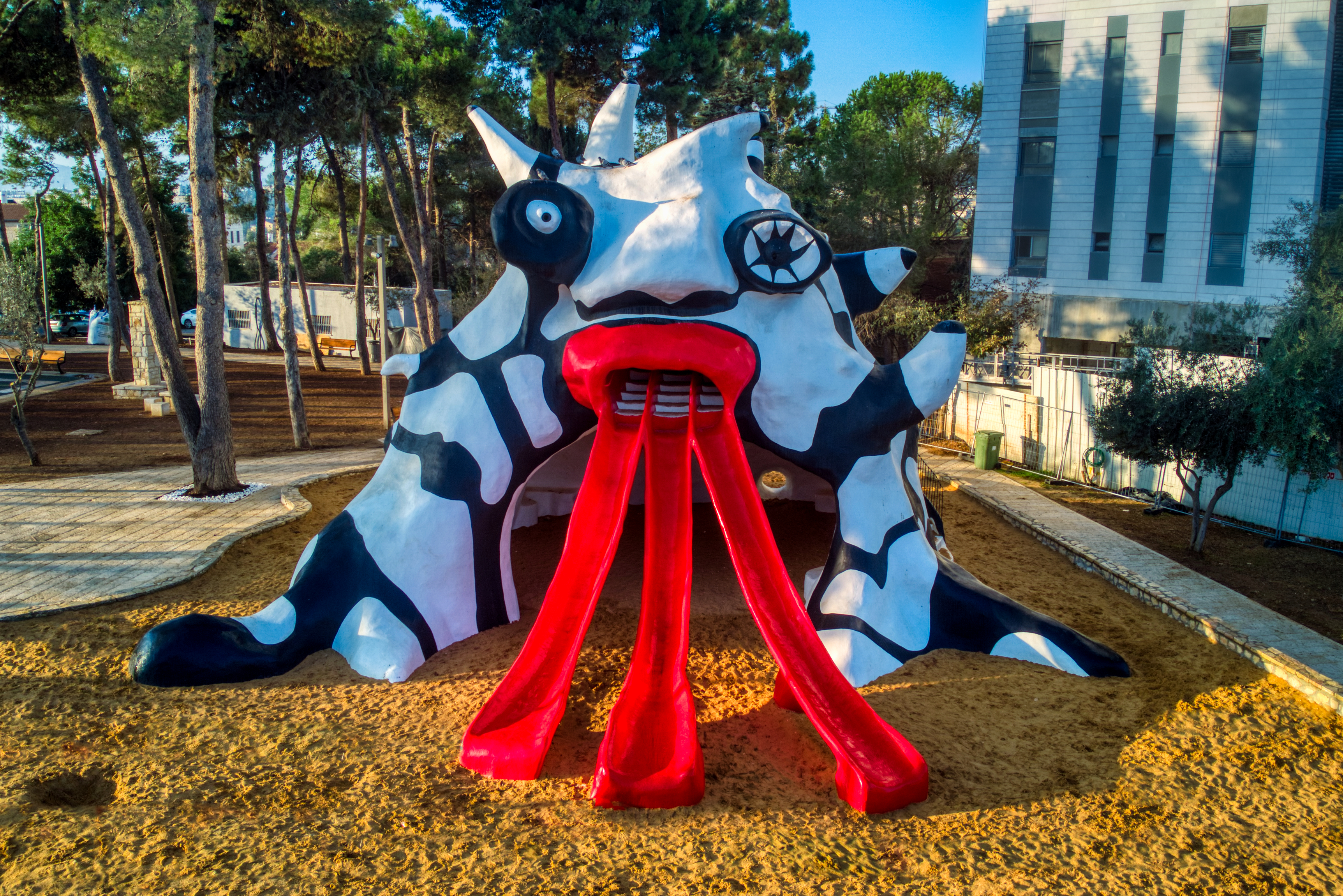
Le Golem en 2022.

### Le jardin des Tarots

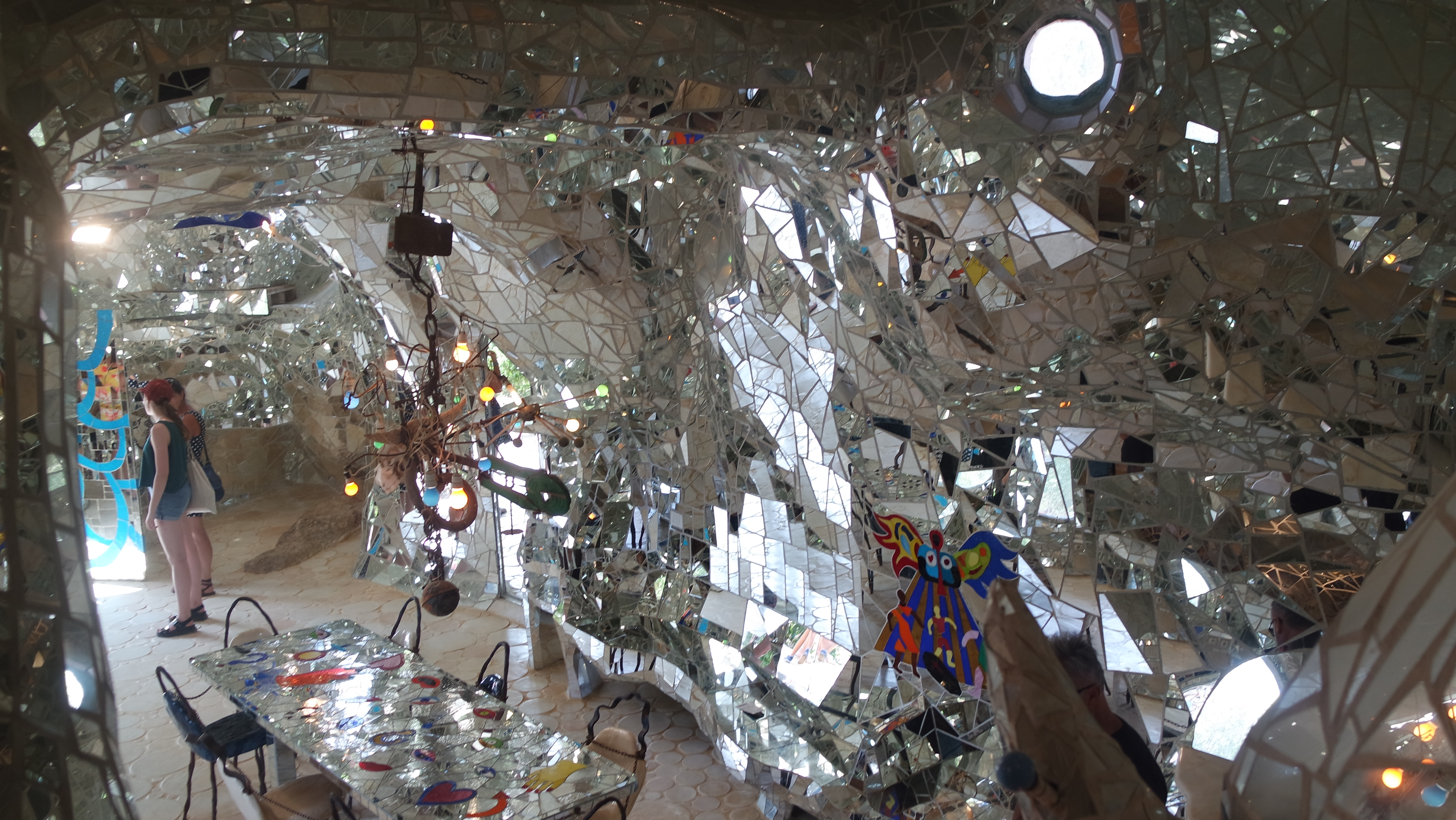
Vue de l'intérieur de L'Impératrice, Capalbio, jardin des Tarots.

Inspirée par le Parc Güell de Gaudí à Barcelone, le Palais idéal du facteur Cheval et les « monstres du bois sacré » des Jardins de Bomarzo, elle réalise, à Capalbio en Toscane, à partir de 1979, le jardin des Tarots qui réunit des sculptures monumentales inspirées par les figures du tarot divinatoire. Il a ouvert ses portes en 1998. Ces sculptures étant habitables Niki de Saint Phalle a vécu dans la sculpture L'Impératrice pendant toute la durée des travaux. Une maquette de cette sculpture a d'ailleurs été réalisée par l'artiste en 1983.

### La Grotte
Après la restauration de la grotte qui se trouve au nord-ouest des jardins royaux de Herrenhausen de Hanovre — à l'occasion de l'Expo 2000 — Niki de Saint Phalle transforme l'intérieur de ce bâtiment en une véritable œuvre d'art. Ce travail commence dès 1999 et est terminé à titre posthume en 2003 d'après plans de l'artiste. L'œuvre désignée par Niki de Saint Phalle sous le nom de The Grotto sera inaugurée en mars 2003, en même temps que l'exposition de la donation Niki de Saint Phalle au Sprengel Museum de la Ville de Hanovre dont elle a été nommée citoyenne d'honneur.
La Grotte est composée de trois salles ornées de mosaïques : l'aile gauche est couverte de miroirs blancs, l'aile droite de morceaux de verre bleu-nuit et noirs, et la pièce centrale — par laquelle on entre — est ornée de bande de galets de toutes nuances, de miroirs tantôt blancs tantôt dorés et de verreries rouges, jaunes et orange. Toutes les mosaïques sont recouvertes de figurines plastiques sur le thème « La Vie de l'Homme ». Les ornements en forme de spirales à l'entrée de l'édifice représentent la Spiritualité. La salle des miroirs blancs sur le thème « Jour et Vie » montre avec plus de 40 figurines en relief des exemples de presque toutes les périodes de l'artiste. L'aile bleue est La Nuit et le Cosmos. Des figurines féminines dansent dans le ciel bleu-nuit et s'accrochent aux étoiles. Les fenêtres et portes de la grotte sont des grilles incrustées aussi de miroirs et de verreries.

### Queen Califia's magical circle
Le jardin, dont les sculptures ont été conçues pour un parc de divertissement selon le principe du jardin des Tarots, est situé à Escondido en Californie. Il comprend notamment la sculpture de la Reine Califia, personnage gigantesque chevauchant un aigle qui lui sert de trône, accompagnée de totems, de monstres labyrinthiques, d'un mur de serpents. Cette œuvre a été inspirée à l'artiste par la lecture du livre de John McPhee Assembling California, qui représentait pour Niki de Saint Phalle une métaphore sur les forts contrastes économiques et démographiques au sein de la société californienne. À l'instar du jardin des Tarots, cette œuvre a été entièrement financée grâce à une série de produits vendus par Niki de Saint Phalle (parfums, déclinaisons), et ensuite offerte à la Ville d'Escondido.

### LesBlack Heroes
Petite, Nikki vit en Amérique, elle a durant toute son enfance vécu avec des domestiques noirs desquels elle ressentait la difficulté de la différence. De ses sentiments d’injustice sont nées ses inspirations et surtout ses mobilisations artistiques. Engagée dans la lutte en faveur des droits des Afro-Américains, Niki de Saint Phalle leur a donc rendu hommage avec une série intitulée Black Heroes à partir de 1998. Une série de sculptures monumentales dédiée aux noirs célèbres après les Black Nanas, et qui comprend aussi bien des artistes : Joséphine Baker, figure majeure de la lutte contre la ségrégation raciale, que l'artiste représente avec sa Black Rosy, Miles Davis,, Louis Armstrong, que des sportifs comme Michael Jordan.
La sculpture représentant Michael Jordan est intitulée Number 23 Black Heroes et est exposée devant le National Museum of Women in the Arts. Elle fait partie du New York Avenue Sculpture Project initié par le musée sur New York Avenue, Washington.
Combien en a-t-elle faits ? Elle même se pose la question « Combien de noirs ai-je fait ? Des centaines ? Pourquoi, moi, une blanche, est-ce que je fais des noirs ? Je m’identifie à tous les gens qui sont des outsiders, qui ont été persécutés d’une façon ou d’une autre par la société. Le noir est moi, ils sont moi ! » 

## Collaborations avec Jean Tinguely

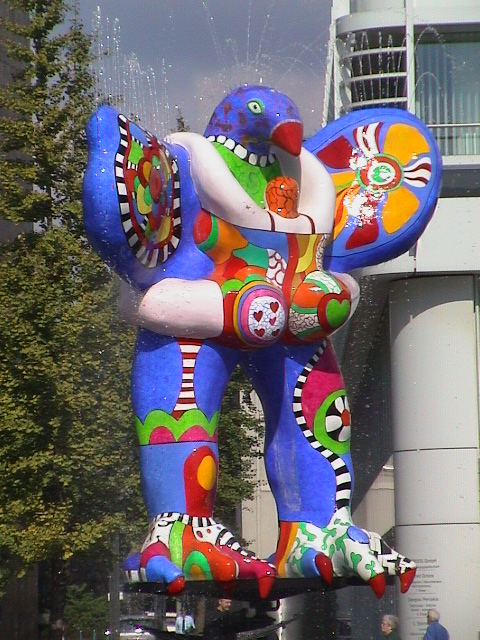
Niki de Saint Phalle, Fontaine de jouvence, Duisbourg (Allemagne).

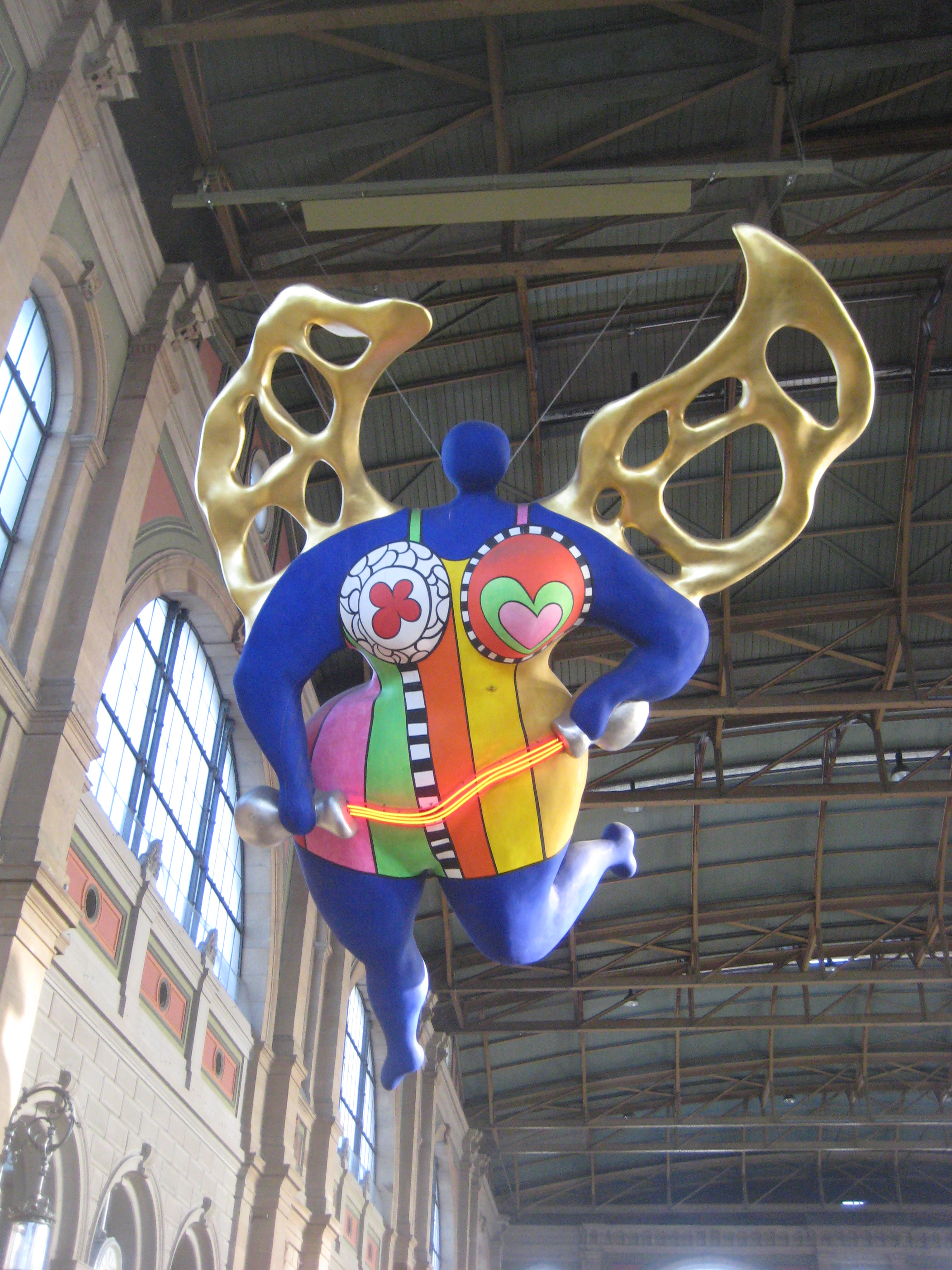
Niki de Saint Phalle, L'Ange protecteur (1997), hall de la gare centrale de Zurich.

Álvaro Rodríguez Fominaya, directeur du musée Guggenheim de Bilbao, s'est penché sur les rapports des couples d'artistes en général et sur celui de Niki de Saint Phalle et Jean Tinguely en particulier. Divorcée de l'écrivain américain Harry Mathews, avec lequel elle a eu deux enfants (Laura Duke Condominas et Philip Mathews), elle épouse Tinguely, le 13 juillet 1971, lui-même récemment divorcé de sa femme Eva Aeppli.
Álvaro Rodríguez note que dans la plupart des couples d'artistes, la femme tient lieu d'assistante — on dit collaboratrice —, ce qui est le contraire dans le couple Saint Phalle-Tinguely, surtout à partir de 1972 lorsque Le Golem, sculpture monumentale pour jardin d'enfants de Jérusalem, est commandé à Niki de Saint Phalle en Israël. Pour construire cette grosse tête dont trois langues servent de toboggan de 9 × 14 × 16 m, Tinguely devient l'assistant de la créatrice. C'est lui qui intervient comme technicien, aidé par ses collaborateurs Rico Weber et Paul Wiedemer, une équipe que Saint Phalle surnomme All Stars Swiss Team et dont une partie sera présente pour la réalisation du jardin des Tarots en Toscane.
Si Niki de Saint Phalle a réellement été la collaboratrice de Tinguely pour Le Cyclop à Milly-la-Forêt, la tendance s'est inversée pour le jardin des Tarots à Capalbio en Italie, puis la Fontaine Stravinsky à Paris, et aussi la fontaine de Château-Chinon (Ville) commandée en 1987 par François Mitterrand.
De juin à septembre 1966, Saint Phalle avait déjà réalisé avec l'aide de Tinguely, Hon/Elle, une femme monumentale de 28 m de longueur sur 6 m de hauteur et de 9 m de largeur, couchée sur le dos avec les jambes écartées, pour le Moderna Museet de Stockholm. Les visiteurs pouvaient rentrer dans la sculpture par son sexe et découvrir à l'intérieur plusieurs pièces réalisées par Niki de Saint Phalle. La statue a été détruite après l'exposition.
En 1967, le couple se lance dans un travail collectif pour une œuvre démesurée : Le Paradis fantastique où les machines de l'un étaient en compétition avec les sculptures de l'autre. C'est une commande de l'État français pour l'Exposition universelle de Montréal dans laquelle les machines de Tinguely « affrontent » les Nanas de Niki de Saint Phalle : un groupe de six grandes machines cinétiques attaquent neuf grandes sculptures de Saint Phalle. Raspoutine, machine complexe qui se déplace sur des rails, attaque la sculpture Le Bébé Monstre, et Le Piqueur de Tinguely perce méthodiquement des trous dans une grande Nana « dont les fesses ont la taille d'un navire de guerre ».
Le Paradis fantastique est une aventure qui annonce d'une certaine manière la Fontaine Stravinsky et la Fontaine de Château-Chinon. Elle est interrompue dès le début parce que Niki de Saint Phalle tombe malade pour la première fois en travaillant sur les sculptures à cause des émanations de gaz du polystyrène chauffé. Elle reviendra juste à temps pour se trouver dans un conflit qui oppose les deux artistes à Pierre Bordas, président du pavillon français, qui s'insurge contre la taille démesurée des sculptures. Ce qui reste de cette œuvre gigantesque est conservé au Moderna Museet de Stockholm où elle a été transférée en 1971, avec une affiche de Saint Phalle intitulée Paradiset Moderna Museet, Stockholm, après avoir été exposée à la galerie d'art Albright-Knox de Buffalo, puis à Central Park à New York, elle a été offerte par les deux artistes au Moderna Museet de Stockholm considérée comme sa ville natale puisque ce paradis est directement inspiré de Hon/Elle. Réhabilité grâce à Jean et Dominique de Ménil, repeint par les deux artistes, cet ensemble auquel une fontaine a été ajoutée, orne maintenant un parc tout près du musée.
En 1985, lorsque Tinguely, opéré du cœur, reste dans le coma, Niki de Saint Phalle fait brûler de nombreuses bougies dans une église orthodoxe de Genève dans l'espoir qu'il survive, et elle fait le vœu de construire une chapelle s'il revient à lui. Ce sera la Chapelle de la Tempérance dans le jardin des Tarots de Capalbio. Elle finance la réhabilitation du Cyclop et son entretien, à partir de mai 1994, selon les indications que lui avait laissées Jean Tinguely. C'est à partir de septembre-octobre de la même année que l'État français prend le relais.
Après la mort de Jean Tinguely, Niki de Saint Phalle cherche par tous les moyens à lui rendre hommage. D'abord en donnant des œuvres de Tinguely pour permettre, en 1996, l'ouverture du Musée Tinguely de Bâle. Ensuite, en lui dédiant trois Tableaux éclatés où le mot « Jean » est écrit en ferraille de même nature que les rouages et objets divers qui composent les tableaux surnommés par Saint Phalle : Méta Tinguely. Le premier est Jean I, le deuxième Jean II et le troisième Jean III (1992, peinture, bois, éléments métalliques et moteurs électriques sur bois 185 × 123 × 21 cm musée d'Art moderne et d'Art contemporain de Nice, donation Niki de Saint Phalle).
De 1991 à 1996, elle soutient activement la construction du Musée Tinguely de Bâle, malgré l'opposition de nombreux amis du sculpteur. Ceux-ci souhaitent transformer le hangar d'une ancienne fabrique de verre qu'il avait achetée à La Verrerie (canton de Fribourg) en anti-musée. Saint Phalle donne 55 sculptures et une centaine d'œuvres graphiques de l'artiste pour alimenter la collection. L'inauguration organisée par Pontus Hultén a lieu le 30 septembre 1996.
Son hommage posthume au compagnon se poursuit dans toute la série des Tableaux éclatés, réalisés en collaboration avec le peintre Larry Rivers, qui emploient des éléments électriques et électromécaniques évoquant l'artiste disparu. Selon Álvaro Rodríguez Fominaya : « Sans doute faut-il y voir une tentative visant à perpétuer une relation dynamique et changeante, interrompue par l'absence, relation quelque peu chaotique et perturbée par les vicissitudes de la vie quotidienne, sentimentale et intellectuelle, mais qui s'est étendue sur cinq décennies, et qui nous a légué l'un des corpus les plus singuliers du travail artistique du XXe siècle. »

## La «femme-sculpteur»
Longtemps, Niki de Saint Phalle a été classée au second rang des sculpteurs, puisque la langue française n'avait alors pas de féminin attesté pour cet art. On la trouve alors, comme Germaine Richier, reléguée au rang de « femme-sculpteur », le mot « sculptrice » étant considéré comme une faute de français, ou pire, une faute de goût. Même le livre consacré à la sculpture moderne, édité par le centre Pompidou en 1995, lui offre une portion congrue dans un ouvrage où Jean Tinguely est abondamment répertorié comme sculpteur. Niki de Saint Phalle est présente uniquement avec Leto ou La Crucifixion (1963) ; elle est rapidement citée entre Hans Bellmer, sculpteur occasionnel représenté par La Poupée, figure féminine écartelée, et George Segal, dont la représentation de « l'Homme » est concentrée sur La Caissière de cinéma. Ce parti pris explique la méfiance de chroniqueurs misogynes qui ont longtemps traité Niki de Saint Phalle avec une certaine désinvolture, ainsi que le remarque Catherine Gonnard et qu'on le vérifie dans l'ouvrage de Goldberg et Monnin sur la sculpture moderne où Saint Phalle ne figure qu'au « tableau récapitulatif ».

Si Niki de Saint Phalle a réussi 

« à envahir, la fleur au fusil, un espace public réservé aux hommes artistes et architectes […], avec ses Tirs, il lui aura fallu le soutien d'hommes féministes comme Jean Tinguely ou Ponthus Hultén pour s'aventurer dans le domaine de la sculpture publique à une époque où seule Barbara Hepworth s'était lancée sans être ni féminine, ni féministe. Or ce sont ces deux attributs qui caractérisent la véritable innovation de Niki de Saint Phalle dans l'histoire de l'art. »

Son chef-d'œuvre éphémère, exécuté avec la collaboration technique de Jean Tinguely et du finlandais Per Olof Ultvedt voit le jour en 1966 : une gigantesque sculpture, Hon/Elle, réalisée au Moderna Museet la propulse au rang des artistes majeurs, ainsi que le rapportent Jean-Louis Ferrier et Yann Le Pichon : 

« Niki de Saint Phalle sculpte comme Arman accumule, comme Spoerri digère ses reliefs de repas dans de la résine epoxy, comme Christo emballe, comme Hains et Villeglé collent déchirent et décollent, comme Tinguely soude et démonte. »

Cette œuvre gigantesque, de six tonnes et 23 mètres de long, qui porte le titre initial de Hon-en Katedral, propulse Niki de Saint Phalle encore plus qu'elle ne l'était déjà sur la scène internationale. Mais il n'en reste que la maquette ainsi que de nombreuses photographies et vidéos d'époque.
Après la mort de Tinguely, Niki de Saint Phalle continue à sculpter, après avoir réglé la lourde succession de son compagnon. Elle crée, en 1997, une série de cinq sculptures en cinq exemplaires. Puis elle entreprend Remembering, une série de 22 reliefs conservés à l'Espace Jean-Tinguely–Niki-de-Saint-Phalle de Fribourg, qu'elle termine en 2000. Ainsi que ses hommages aux héros de la communauté noire : Miles Davis, Louis Armstrong, Joséphine Baker, Michael Jordan, avec l'aide de Marcelo Zitelli et Lech Juretko. Cette même année, elle inaugure L'Ange protecteur le 14 novembre, dans la gare centrale de Zurich,.
Elle reçoit encore de nombreuses commandes pour des réalisations de grande taille. Parmi celles-ci, une sculpture-maison de jeu pour enfants en 1998, Gila, maison monstre, qui a été restaurée depuis. À partir de l'année 2000, elle entreprend son avant-dernier grand monument : La Cabeza, suivi, en 2001, de Coming together, très grande sculpture destinée à orner l'extérieur du Palais des congrès de San Diego, Californie, avec cinq autres œuvres d'art monumentales d'autres artistes. Enfin, sa dernière entreprise personnelle, La Cabeza, qui n'avait jamais quitté les États-Unis, où elle a été présentée en 2012 au Bechtler Museum of Modern Art avec Cat Head Totem, a été exposée en France sur le parvis du Cent Quatre à Paris, en 2014 et 2015,.

## Niki de Saint Phalle aux États-Unis
Les sculptures de Niki de Saint Phalle se sont révélées très vite proches du public américain lorsque des œuvres ont été exposées en plein air, comme c'est le cas de Sun God. Plus difficile a été sa pénétration du milieu très masculin des galeries et du marché de l'art pour les tirs et assemblages, appréciés d'abord de quelques collectionneurs américains, qui ont ensuite fait don de leurs œuvres aux musées américains.
Identifiée comme un membre des avant-gardes qui comprennent Kenneth Koch, John Ashbery, Robert Rauschenberg, Jean Tinguely, elle entre dans le marché de l'art et des institutions de l'ouest à l'est grâce au soutien actif d'Alexandre Iolas, d'origine grecque, ancien danseur, qui possède une galerie à Paris et une à New York. Niki de Saint Phalle bénéficie aussi du soutien de la Everett Ellin Gallery de Los Angeles. Le premier Tir américain, se déroule le 4 mars 1962 à l'occasion du vernissage de l'exposition Tinguely dans cette galerie, sur un parking de Sunset Strip derrière un bar de Jazz populaire le Club Renaissance. La performance a lieu devant à peu près 150 personnes. Quelques jours plus tard, la galerie Everett Ellin finance elle-même une séance de tir de Niki de Saint Phalle sur les hauteurs de Malibu.
Ce jour-là, Niki de Saint Phalle est assistée de Edward Kienholz. À partir de là, elle est une de seules artistes femmes, avec Joan Mitchell, jamais exposées à la Virginia Dwan Gallery qui suit le milieu artistique californien, essentiellement masculin. Mais c'est surtout à Alexandre Iolas qu'elle doit l'intérêt de collectionneurs américains pour ses œuvres. Pendant dix ans et jusqu'à sa mort en 1987, ce familier des surréalistes va œuvrer pour faire connaître aux grands collectionneurs le travail de Niki de Saint Phalle. C'est lui qui conseille aux Ménil d'acquérir des œuvres de Saint Phalle pour leur collection. Les Menil deviendront d'ailleurs des proches amis de Niki de Saint Phalle et Jean Tinguely.
Dans les années 1990, ce sont les collectionneurs Howard et Jean Lipman qui acquièrent la Black Venus dont ils feront don au Whitney Museum of American Art ou Joseh H. Hirshorn pour le Washington Hirshorn Museum. Toutefois, si le public et les collectionneurs privés apprécient le travail de Niki de Saint Phalle, les musées restent plus réticents dans leurs acquisitions. Les œuvres de Saint Phalle sont entrées dans les musées américains essentiellement grâce aux donations. Ainsi William C. Seitz, conservateur du Museum of Modern Art, commissaire de l'exposition de 1961 The Art of Assemblage, très critique envers Niki de Saint Phalle, possédait pour sa collection personnelle Tu est moi (sic), technique mixte, 1960. L'œuvre n'entrera dans un musée qu'après sa mort, sa veuve en ayant fait don en 1982 au musée d'Art de l'université de Princeton.

## Publications
- 1990 : Le sida, tu ne l'attraperas pas…, avec la collaboration de Philip Mathews, Vanves, Agence française de lutte contre le sida.
- 1993 : Méchant Méchant et les jouets perdus, avec Laurent Condominas, Paris, Éditions la Différence.
- 1994 : Mon secret, Éditions la Différence.
- 1997 : Le Jardin des Tarots, photographies de Giulio Pietromarchi, Berne, éd. Benteli.
- 1999 : Traces : remembering 1930-1949 : une autobiographie, Acatos (ISBN 2-940033-50-1) — reed. 2014, La Différence  (ISBN 978-2-7291-2124-2)
- 2001 : Catalogue raisonné, 1949-2000. Volume I, Peintures, tirs, assemblages, reliefs, 1949-2000, Lausanne, Acatos.
- 2006 : Harry and me : 1950-1960, the familiy years  — trad. française : Harry et moi : les années en famille, 1950-1960, La Différence, 2014 (ISBN 978-2-7291-2125-9)

## Expositions
Un grand nombre de musées à travers le monde possèdent des œuvres de Niki de Saint Phalle. La Niki Charitable Art Foundation située à Santee (Californie) en donne la liste.
Le musée d'Art et d'Histoire de Fribourg dirige un espace consacré aux œuvres du couple Jean Tinguely-Niki de Saint Phalle, situé dans un ancien dépôt de tramways à proximité du musée proprement dit. Il expose 35 œuvres de Saint Phalle et 29 de Tinguely.
- 1987 : « Niki de Saint-Phalle : œuvres récentes », galerie Bonnier, Genève, de septembre à octobre 1987.
- 2001 : « Niki de Saint-Phalle, Jean Tinguely », Atrium, Genève, du 20 juin au 28 septembre 2001.
- 2006 : « Niki in the garden » exposition des sculptures monumentales situées dans des jardins, à l'Atlanta botanical garden, Atlanta[92]. Même année : rétrospective au Daimaru Museum Umeda (Japon) et dans plusieurs musées japonais[93].
- 2007 : « Niki de Saint Phalle au Sprengel Museum Hannover », Städtische Galerie de Schieder-Schwalenberg, Allemagne.
- 2007 : « Niki in the garden » au Garfield Park Conservatory, Chicago, États-Unis[94].
- 2007 : « The World and Fantasy of Niki de Saint Phalle » au National Museum of History, Taiwan, du 26 mai au 9 septembre 2007
- 2008 : Niki de Saint Phalle à la Tate Liverpool de Liverpool, Angleterre[95].
- 2009 : exposition itinérante dans plusieurs villes de la Maremme toscane (Arcidosso…) : « L'ange luminaire ».
- 2010 : exposition au château de Malbrouck[96].
- 2011 : « Niki de Saint Phalle, son art, sa vérité, sa fantaisie », Nohra Haime Gallery, New York, du 7 septembre au 29 octobre[97]. La même galerie présente encore l'œuvre de Niki de Saint Phalle en 2012, du 2 au 29 août[98].
- 2012 : « Niki de Saint Phalle », Moderna Museet Malmö, Malmö[99].
- 2013 : « En joue ! Assemblage et tirs (1958-1964) », galerie Georges-Philippe et Nathalie Vallois[100].
- 2013 : « Niki de Saint Phalle », Moderna Museet, Stockholm du 20 avril au 1er décembre[101].
- 2014 : « Niki de Saint Phalle au palais du facteur Cheval », exposition de photographies retraçant l'aventure du jardin des Tarots au Palais idéal du facteur Cheval jusqu'au 10 janvier 2015[102].
- 2014 : « Nanas 60-90, Niki de Saint Phalle », galerie Mitterand, Paris, du 24 octobre au 12 décembre[103].
- 2014 : rétrospective « Niki de Saint Phalle » au Grand Palais à Paris, en collaboration avec le musée Guggenheim de Bilbao[104].
- 2015 : rétrospective « Niki de Saint Phalle », musée Guggenheim de Bilbao, en collaboration avec le Grand Palais, du 27 février au 7 juin 2015[105].
- 2015 : « Niki de Saint Phalle, Jean Tinguely. DUO. Anime ribelli, spiriti gemelli. Destini intrecciati nell'arte » : Artrust[106], Melano (Suisse), du 18 octobre au 18 décembre 2015.
- 2021-2022: "Les Nanas au pouvoir", Mitterand, Paris. 4 novembre 2021 au 5 février 2022.
- 2022-2023 : « Niki de Saint Phalle. Les années 1980 et 1990 : l’art en liberté », Les Abattoirs, Toulouse[107].
- 2025 : "Niki de Saint Phalle. Le bestaire magique", Caumont-Centre d'art, Aix-en-Provence[108].
- 2025: "Mythologie", Mitterand, Paris, du 6 juin au 26 juillet 2025.

## Filmographie
Sauf indication contraire, les informations mentionnées dans cette section peuvent être confirmées par les bases de données cinématographiques  présentes dans la section « Liens externes ».
Réalisation
- 1973 : Daddy, co-réalisé avec Peter Whitehead[109]
- 1976 : Un rêve plus long que la nuit[110]

## Œuvres
- 1954-1955 : Family portrait, huile sur toile, 103 × 73 cm, Hanovre, Sprengel Museum Hannover, donation de l'artiste en 2001[11].
- 1955-1957 : Composition (Le Rêve de Laure), huile sur toile 190 × 130 cm, Stockholm, Moderna Museet[111].
- 1957-1958 : Assemblage landscape, peinture plâtre, objets divers (brosse, ficelle, vaisselle, coquille d'huitre, boîte de sardine), 141 × 141,5 × 11 cm, Santee, Niki Charitable Art Foundation, Californie[112].
- 1958 : Moonlady with dragon, huile et objets divers sur contreplaqué, collection particulière, 150 × 200 cm[113].
- 1961 : Sans titre (Toy pig), peinture, plâtre, bois, jouets, cochon d'Inde, arbre, corne, couvercle, graviers sur contreplaqué 32 × 34,5 cm, Nice, musée d'Art moderne et d'Art contemporain[114].
- 1961 : Long shot, second shooting session (Tir), plâtre et peinture sur contreplaqué, 300 × 145 cm, Nice, musée d'Art moderne et d'Art contemporain, donation de l’artiste en 2001[115]
- 1961 : Shooting painting american ambassy (Tir), peinture, plâtre, chaussures, ficelles, siège en métal, hache, pistolet jouet, grillage, balle et objet divers sur bois, 244,8 × 65,7 × 21,9 cm, New York, Museum of Modern Art, don de la Niki charitable art foundation 2011[115],[116]
- 1961 : Tir de Jasper Johns[117], peinture, plâtre, bois, métal, ciment, 119 × 59 × 26 cm, Stockholm, Moderna Museet, donation de Pontus Hultén en 2005[118],[117].
- 1961 : Tir sur tige. Second shooting session, sacs plastiques remplis de peinture et fixés avec du métal sur une tige métallique montée sur socle, 55 × 30 × 13 cm, Hanovre, Sprengel Museum Hannover, donation de l'artiste en 2000[118].
- 1961 : Grand Tir-Séance Stockholm, peinture, plâtre, plastique, corde, métal, 258 × 155 cm, Stockholm, Moderna Museet, donation de l'artiste en 1972[119].
- 1961 : Grand Tir-Séance galerie J, peinture, plâtre, et objets divers (grillage, ficelle, plastique), 143 × 77 × 7 cm, collection particulière, exposée au Grand Palais de Paris en 2014, prêt de la galerie Georges-Philippe et Nathalie Vallois[120],[121].
- 1961 : Old master-Séance galerie J, peinture, plâtre, grillage dans un cadre ancien, 42 × 48 cm, collection particulière[122].
- 1961 : Tir, plâtre, peinture, métal et objets divers sur de l'aggloméré, 175 × 80 cm, Paris, musée national d'Art moderne[29],[123].
- 1962 : La Cathédrale rouge (Tir), peinture, plâtre, grillage et objets divers sur bois, 200 × 122 × 17 cm, donation de l'artiste en 2001 au musée d'Art moderne et d'Art contemporain de Nice, présentée à l'exposition 2014 à Paris dans les galeries du Grand Palais[124].
- 1962 : Pirodactyl over New York (Tir), tir, plâtre, peinture, objets divers sur deux panneaux de bois, 250 × 310 × 30 cm, Abou Dabi, Musée Guggenheim[125].
- 1962 : The Construction of Boston (Tir), sculpture en plâtre, réplique la Vénus de Milo dont le corps est bourré de sachets de peinture rouge et noire, peinture et plâtre sur structure métallique, 193 × 63,5 × 63,5 cm[126], collection particulière[127].
- 1962 : La Sorcière rouge, assemblage, 198 × 125 × 25 cm, Nasu (Tochigi), Niki Museum (Japon)[128].
- 1962 : Kennedy-Khrouchtchev, peinture grillage et objets divers sur bois 202 × 122,5 × 40 cm, Hanovre, Sprengel Museum Hannover, donation de l'artiste en 2000[129].
- 1962 : Cathédrale, assemblage sur bois, 129 × 95 cm, musée d'Art et d'Histoire de Genève.
- 1962 : Autel O.A.S.[note 10].
- 1963 : King Kong (Tir) : peinture, plâtre et objets divers sur panneau en cinq parties, 276 × 611 × 47 cm[130]. Stockholm, Moderna Museet, exposition en 2013 réalisée avec le soutien de Deloitte[131].
- 1963 : Drôle de mort ou Gambrinus (Tir), 182 × 120 × 27 cm, musée d'Art moderne et d'Art contemporain de Nice[132],[133].
- 1963 : La Mariée, Eva-Maria, grillage, plâtre, dentelle encollée, jouets divers peints, 226 × 200 × 100 cm, Paris, musée national d'Art moderne, achat de l'État 1967, attribution en 1976[134].
- 1963 : Monster Woman, laine, objet divers, grillage sur tige et socle en métal, 65 × 52 × 16 cm, collection Marin Karmitz[135].
- 1964 : La Mariée sous l'arbre, tissu peinture, jouets, objets divers sur structure en fil de fer, 228 × 200 × 240 cm, musée d'Art moderne et d'Art contemporain de Nice, achat à l'artiste en 2002[136].
- 1964 : Lucrezia (The White Goddess), peinture grillage et objets divers sur panneau, 180 × 110 × 39 cm, collection particulière[137].
- 1964 : Portrait de Clarisse Rivers enceinte, visage et contours dessinés par Larry Rivers, collage, crayon de couleur, pastel, feutre sur papier 157 × 112 cm, Bruxelles, collection David et Isabelle Levy[138].
- 1965 : Leto ou La Crucifixion (vers 1965), assemblage d'objets divers sur polyester peint, 236 × 147 × 61,5 cm, Paris, musée national d'Art moderne, achat en 1975[139].
- 1964 : Cheval et la mariée, tissu, jouets, jambes de poupées, objets divers, grillage 235 × 300 × 120 cm, Sprengel Museum Hannover[140], exposé en 2008 à la Tate Modern de Londres[141].
- 1965 : Samuela II, papier collé, peinture, tissu, grillage, 152,4 × 96,5 × 76,2 cm, Buffalo, galerie d'art Albright-Knox[142].
- 1965 : Bénédicte, laine, tissu, grillage, 80 × 104 × 87 cm, collection particulière[143].
- 1965 : Nana assise, laine, papier collé, résine polyester, grillage, 100 × 140 × 140 cm, collection particulière[144].
- 1965 : Lili ou Tony, peinture, tissu, papier collé, résine polyester, grillage, 206 × 130 × 130 cm, Paris, collection Georges-Phillipe et Nathalie Vallois[145].
- 1965 : Elisabeth, résine synthétique sur armature métallique, 230 × 90 × 146 cm, Strasbourg, musée d'Art moderne et contemporain[146].
- 1965-1967 : Black Venus, polyester peint sur socle en ciment, 280 × 86 × 61 cm, New York, Whitney museum[147].
- 1968 : Nana maison , installée sur le toit de la fondation Maeght, première édition de la Nana-maison, localisation inconnue[113] dont un autre exemplaire se trouve à Hanovre[réf. nécessaire].
- 1966-1987 : Nana maison II (Nana House II), polyester peint 375 × 400 × 300 cm, Hanovre, Sprengel Museum Hannover[148].
- 1966-1990 : Gwendolyn, polyester peint sur armature métallique, édition 2 sur 3, 252 × 200 × 125 cm, Hanovre, Sprengel Museum Hannover[149]. Une autre version est conservée au Musée Tinguely de Bâle.
- 1965-1966 : Nana upside down, peinture, laine, tissu, sur grillage, 135 × 105 × 108 cm, musée d'Art moderne et d'Art contemporain de Nice, donation de l'artiste en 2001[150].
- 1966 : Hon/Elle, sculpture monumentale qui se visite comme une maison, avec diverses « salles », ainsi que des mécanismes de Jean Tinguely et des assemblages de Per Olof Ultvedt, 23 × 13 × 14 m, poids : 6 tonnes[151].
- 1966 : Nana jambes en l'air, polyester peint, 190 × 135 × 90 cm, musée d'Art moderne et d'Art contemporain de Nice, donation de l'artiste en 2001[150].
- 1966 : Nana jambe en l'air (une seule jambe), polyester peint, 190 × 135 × 90 cm, collection particulière[152].
- 1966 : Dancing nana, Anna, papier collé peint, grillage sur socle de Jean Tinguely, hauteur 123 cm, collection particulière[153].
- Vers 1966 : Le Monstre de Soisy, plâtre sur structure métallique, peinture, objets divers, 180 × 163 × 253 cm, don de Pontus Hultén en 2005 au musée national d'Art moderne à Paris[154].
- 1966-1967 : Clarisse again, polyester peint, 190 × 125 × 140 cm, collection particulière[155].
- 1967-1971 : Le Paradis fantastique, œuvre monumentale composée de six machines de Jean Tinguely, de neuf sculptures de Niki de Saint Phalle. Augmentée d'une fontaine de Nanas, l'œuvre est maintenant dans un jardin proche du Moderna Museet Stockholm[156].
- 1966-1995 : Dolorès, polyester peint sur grillage, hauteur 550 cm, Hanovre, Sprengel Museum[157].
- 1968 : Nana danseuse (Grande danseuse négresse), polyester peint, 230 × 150 × 60 cm, collection particulière[158].
- 1968 : Nana-maison, installation sur le toit de la Fondation Maeght à l'occasion de l'exposition L'Art vivant, dimensions, matière, localisation inconnues[113],[159].
- 1968-1971 : Le Rêve de l'oiseau, ensemble architectural comprenant une Nana-maison, Big Clarice (hauteur 7 mètres), une Sorcière, construit dans la forêt varoise sur la commune de Le Plan-de-la-Tour[160].
- 1970 : Dear Diana, feutre, mine graphite, stylo bille, craie et crayon de couleur sur carton mince, 56,3 × 76,2 cm, don de l'artiste en 1984, Paris, musée national d'Art moderne[161].
- 1970 : Dear Diana 2, sérigraphie sur papier, 56,2 × 75,5 cm, don de l'artiste en 1984, Paris, musée national d'Art moderne[161].
- 1970 : Devouring Mothers : polyester peint, Femme en blanc 90 × 60 × 60 cm, Femme jaune 84 × 78 × 70 cm, table 22 × 55 × 40 cm, Stockholm, Moderna Museet[162],[163].
- 1971 : Maman, mine graphite et feutre sur papier, 46 × 55 cm, don de l'artiste en 1984, Paris, musée national d'Art moderne[164].
- 1971 : Le Thé chez Angelina, polyester peint, Femme rouge 170 × 180 × 110 cm, Femme verte : 190 × 120 × 100 cm, Vienne, Museum Moderner Kunst Stiftung Ludwig Wien (Autriche)[165].
- 1971 : La Promenade du dimanche, polyester peint, 195 × 215 × 200 cm, Santee, Niki Charitable Art Foundation[166].
- 1972 : La Mort du patriarche, peinture et objets divers sur panneau 251 × 160 × 40 cm, Hanovre, Sprengel Museum Hannover[167].
- 1972 : Le Golem, sculpture monumentale, 9 × 14 × 16 m, commandée par la Ville de Jérusalem-ouest pour le parc Rabinovitch[41].
- 1973 : Le Dragon de Knokke, maison de jeux pour enfant, 7 × 34,40 m dont Keith Haring peindra l'intérieur en 1980[168],[169].
- 1973 : Daddy, film cinématographique, 35 mm, couleur, sonore, coréalisé par Peter Whitehead. Interprètes : Marcel Lefranc et Jean-Pierre Raynaud. Traduction : Arabel Herbout. Sous-titrage : Cinetitres LTC. Production : Lorrimer Films Ltd, don de l'artiste en 1984, Paris, musée national d'Art moderne.
- 1973 Nana, pendentif, or et émail, 11 × 7 cm, collection particulière[170].
- 1974 : L'Aveugle dans la prairie, polyester peint au vinyle, armature métallique et grillage, Homme lisant son journal, 120 × 118 × 117 cm, Vache : 184 × 307 × 107 cm, achat en 1980, Paris, musée national d'Art moderne[171].
- 1975 : Un rêve plus long que la nuit, film réalisé par Niki de Saint Phalle avec l'aide de Jean Tinguely, produit et diffusé par Télé Hachette, durée 90 minutes, avec Laura Condominas, Régine Deforges Daniel Spoerri et toute la « bande à Niki », c'est-à-dire une trentaine d'acteurs[172]. Dans les motifs-phares on trouve des phallus dont un géant qui prend feu et d'autres dépassant des vestes d'hommes vêtus sans pantalons avec des jarretelles noires[172].
- 1976 : Un rêve plus long que la nuit, technique mixte sur papier, leg en 2024, Poitiers, musée Sainte-Croix[173].
- 1977 : Serpent jaune, broche, or, émail, diamants, turquoises, 9,5 × 3,5 cm, Paris, collection Clo Fleiss[note 11],[170].
- 1979 : Tears I, polyester peint et crayon de couleur, 40 × 38 × 8 cm, collection particulière[174].
- 1980 : Le Fil du discours, sculpture, polyester peint, métal et ampoules, 128 × 50 × 34 cm, achat en 2000, Paris, musée des Arts décoratifs.
- 1983 : Sun God, sculpture monumentale, fibre de verre sur socle en ciment, 1 050 × 450 × 300 cm, San Diego, campus de La Jolla[147].
- 1984 : Montreux Jazz Festival, affiche pour la 18e édition du festival[175].
- 1986 : La Peste, peinture-assemblage relief, polyester peint, figurines de bébés en plastique, têtes de morts 113 × 185 × 30 cm, collection particulière[176].
- 1987 : Serpent goddess[177], dimensions non précisées, Helsinki, musée d'Art Didrichsen (Finlande).
- 1987 : Fontaine de Château-Chinon, dite aussi Fontaine Niki de Saint Phalle, commandée à Niki de Saint Phalle et Jean Tinguely par François Mitterrand, réalisée avec Jean Tinguely, composée de huit sculptures[178],[179].
- 1987 : Trilogie des obélisques, stratifié polyester et vernis polyuréthane sur bois et sable, 167 × 145 × 135 cm, musée d'Art moderne et d'Art contemporain de Nice[180].
- 1988 : Tears II, mosaïque de miroirs, céramique, peinture, dessin, 69 × 105 cm, collection particulière[174].
- 1989 : Grand obélisque, mosaïque de verre rt de miroirs, céramique, feuille d'or, 197 × 60 × 93 cm, Hanovre, Sprengel Museum Hannover, donation de l'artiste en 2000[181].
- 1989 : Double serpent, broche pendentif or, émail, rubis, émeraudes, Paris, collection Clo Fleiss[170].
- 1990 : Skull (Meditation room), crâne-habitacle, 230 × 310 × 210 cm, Hanovre, Sprengel Museum Hannover, don de l'artiste en 2000[182]. exposée au Grand Palais en 2014[183],[184].
- 1991 : Le Grand oiseau de feu sur l'Arche, sculpture monumentale, mosaïques et miroirs sur polyester, sur armature en fer, hauteur environ 18 mètres, poids environ 650 kg, achat d'Andreas Bechtler[note 12] en 2006, Charlotte, Bechtler Museum of Modern Art[185].
- 1992 : Nana and Serpent, marbre peint, 64,8 × 41,3 × 33 cm, New York, Metropolitan Museum of Art[186].
- 1992 : Arbre serpents-fontaine, polyester, peinture de polyuréthane, vernis, têtes recouvertes d'or, 260 × 310 × 220 cm, collection particulière[187].
- 1992 : Nana ballon vinyl, 51 × 43 cm, Santee, Niki Charitable Art Foundation[188].
- 1992 : Jean III (Méta-Tinguely), peinture, bois, éléments métalliques, 185 × 123 × 21 cm, don de l'artiste, musée d'Art moderne et d'Art contemporain de Nice.
- 1993 : Les Footballeurs (Niki de Saint Phalle), sculpture monumentale, fibre de verre et peinture polyuréthane, Lausanne, Musée olympique[24],[189].
- 1994 : L'Arche de Noé, projet datant de 1978, 23 sculptures pour le zoo biblique de Jérusalem[190].
- 1995-2003 : Les Trois Grâces[191], polyester, mosaïque de miroir, Argent : 290 × 125 × 95 cm, Noir : 250 × 160 × 90 cm, Blanc : 290 × 120 × 90 cm, Santee, Niki Charitable Art Foundation[192]. Une version des Trois Grâces a été vendue aux enchères à Drouot en 2012 pour 75 000 euros[193].
- 1995 : Nana danseuse (Rouge d'Orient)[194], polyester peint, 620 × 490 × 420 cm, Paris, galerie Mitterrand[195].
- 1996 : Nana ballon vinyl, corps noir, maillot avec des cœurs roses 81 × 74 cm, Santee, Niki Charitable Art Foundation[196].
- 1996 : Gila, maison monstre, (Gila Monster) sculpture monumentale, habitation, maison de jeux d'enfants 3,6 × 9 m, Rancho Santa Fe (Californie)[77].
- 1998 : L'Ange protecteur, sculpture monumentale, hauteur 10 mètres, commandée par les Chemins de fer fédéraux suisses pour le hall de la gare centrale de Zurich[197].
- 1999 : Number 23 Black Heroes (Les Joueurs de basket, no 23 de la série Black Heroes), sculpture monumentale, fibre de verre et mosaïques, Washington, National Museum of Women in the Arts[198].
- 2000 : La Cabeza, crâne monumental en mousse de polyuréthane, armature en acier et résine, éclats de miroir et vitrail, galets et cailloux divers, coquilles d'ormeaux, incrustations de verre en millefiori, 327 × 422 × 366 cm, Santee, Niki Charitable Art Foundation[79]. Cette très grande sculpture est parmi les dernières réalisées par l'artiste. Exceptionnellement montrée à Paris au Cent Quatre pendant l'exposition Niki de Saint Phalle au Grand Palais[199].
- 2000 : King Fisher Totem, polyuréthane, socle et armature en amétal, résine, éclats de miroir et vitrail, pierres, coquilles d'ormeaux, incrustations de verre coloré, 307,3 × 137,2 × 127 cm, Santee, Niki Charitable Art Foundation[200].
- 2000 : Nikigator, sculpture monumentale, San Diego, Mingei International Museum
- 2001 : Coming together, sculpture monumentale, armature en fer et ciment recouvert de mosaïques et de cailloux, hauteur 11 à 12 m, San Diego, Palais des congrès (Californie)[201].
- 2007 : Nana ballon, vinyle, corps jaune, reproduction par la Niki Charitable Art Foundation, 125 × 112 cm[196].

## Distinctions
- En mars 1987, sur proposition de Jack Lang, Niki de Saint Phalle est nommée chevalier de la Légion d'honneur, mais elle refuse la décoration[202].
- Le 17 novembre 2000, elle est nommée citoyenne d'honneur de la Ville de Hanovre, en Allemagne, et fait don de 300 morceaux de son œuvre au musée Sprengel.
- 2000 : Praemium Imperiale, section sculpture.

## Postérité

### Cinéma
- Niki (2024 ), de Céline Sallette, est un film biographique de fiction sur Niki de Saint Phalle. Le film est sélectionné dans la section Un certain regard du festival de Cannes 2024.

### Lieux et établissements
- En septembre 2014, des jardins flottants sont nommés en son hommage sur les berges de Seine du 7e arrondissement de Paris, sur la promenade Gisèle-Halimi : les jardins de l’Archipel des Berges-de-Seine-Niki-de-Saint-Phalle. À cette occasion, la statue La Nana Danseuse (Rouge d'Orient-Bloum) y est présentée jusqu'au 2 novembre de la même année[203].
- En France, en 2015, quatre établissements scolaires portent son nom[204] : sur délibération du conseil municipal du 19 février 2016, l'école maternelle de Meymac, rue de la Prairie, prend le nom de Niki de Saint Phalle[205] ; sur délibération du conseil municipal du 7 octobre 2016, une rue porte son nom à Nantes et dessert l'École supérieure des beaux-arts[206].
- À la rentrée de septembre 2022 est inauguré à Nancy (Meurthe et Moselle) un collège Niki de Saint-Phalle.

### Filmographie documentaire
- (de) Wer ist das Monster – Du oder ich? : Niki de Saint Phalle - Jean Tinguely, 1995, réalisé par Peter Schamoni[209].
- Niki de Saint Phalle et Jean Tinguely. Les Bonnies and Clyde de l'art, film de Louise Faure et Anne Julien, Arte, 2010, 55 min, rediffusion en mai 2012[210].
- La Grande Expo. Niki de Saint Phalle, le roman d'une femme libre, film de Yoan Zerbit, 2014, 60 min diffusé sur Paris Première le 20 septembre 2014.
- Niki de Saint Phalle, un rêve d'architecte, film écrit par Louise Faure, réalisé par Anne Julien et Louis Faure, France, 2014, 52 min, diffusé sur France 5 le 28 septembre 2014.  — Prix du meilleur documentaire dans la catégorie « Art » au Festival international du film documentaire sur l'art et l'architecture, Rome, octobre 2014 et prix portrait télévisuel Françoise Giroud, 2015[211].